# Rachel Bilson
Rachel Sarah Bilson (ur. 25 sierpnia 1981 w Los Angeles) – amerykańska aktorka.

## Życiorys

### Rodzina
Rachel pochodzi z rodziny amerykańskich filmowców. Jest córką scenarzysty i reżysera Danny’ego Bilsona, oraz Janice Stango. Po ojcu ma żydowskie korzenie, a po matce włoskie. Ma młodszą przyrodnią siostrę Hattie (ur. 2001). Jest siostrzenicą producentki filmowej Julie Bilson Ahlberg, oraz wnuczką reżysera Bruce’a Bilsona.

### Edukacja
Uczęszczała do tej samej szkoły, co m.in. aktorki Kirsten Dunst i Katharine McPhee, a także aktor Rami Malek. Była to Notre Dame High School, którą ukończyła w 1999 roku.

### Kariera
Rodzice zachęcili córkę do zostania aktorką. W wieku siedmiu lat, dzięki zaangażowaniu rodziców, zdobyła pierwszą rolę w filmie The Wrong Guys. Rachel kontynuowała przesłuchania do rozmaitych ról w trakcie uczęszczania do szkoły Notre Dame. Dzięki determinacji Rachel i kontaktom jej agenta, 2003 rok okazał się przełomowy, gdyż pojawiła się w odcinku serialu Buffy postrach wampirów, a także została zaproszona na przesłuchanie do serialu The O.C. (Życie na fali). Dostała w nim rolę Summer Roberts, najlepszej przyjaciółki głównej bohaterki.

## Filmografia
- 2003: Buffy: Postrach wampirów (Buffy the Vampire Slayer) jako Colleen (1 odc.)
- 2003: Unbroken jako Rachel (krótkometr.)
- 2003-2007: Życie na fali (The O.C.) jako Summer Roberts (serial TV)
- 2004: Różowe lata 70. (That '70s Show) jako Christy (1 odc.)
- 2006: Przyjaciele (The Last Kiss) jako Kim
- 2008: Jumper jako Millie
- 2009: Zakochany Nowy Jork jako Molly
- 2009: Czekając na wieczność jako Emma Twist
- 2010, 2013-14: Jak poznałem waszą matkę (How I Met Your Mother) jako Cindy (4 odc.)
- 2011: Nie ma lekko jako Laura
- 2011-2015: Doktor Hart jako Zoe Hart (serial TV)
- 2013: Do zaliczenia jako Amber
- 2014: American Heist. Skok życia jako Naoczny świadek
- 2017: Nashville jako Alyssa Greene (serial TV)
- 2017: Take Two jako Sam Swift (serial TV)
- 2019: Lovestruck jako Daisy Valentine (film TV)